# Sarcocornia quinqueflora
Sarcocornia quinqueflora là loài thực vật có hoa thuộc họ Dền. Loài này được (Bunge ex Ung.-Sternb.) A.J. Scott miêu tả khoa học đầu tiên năm 1977.

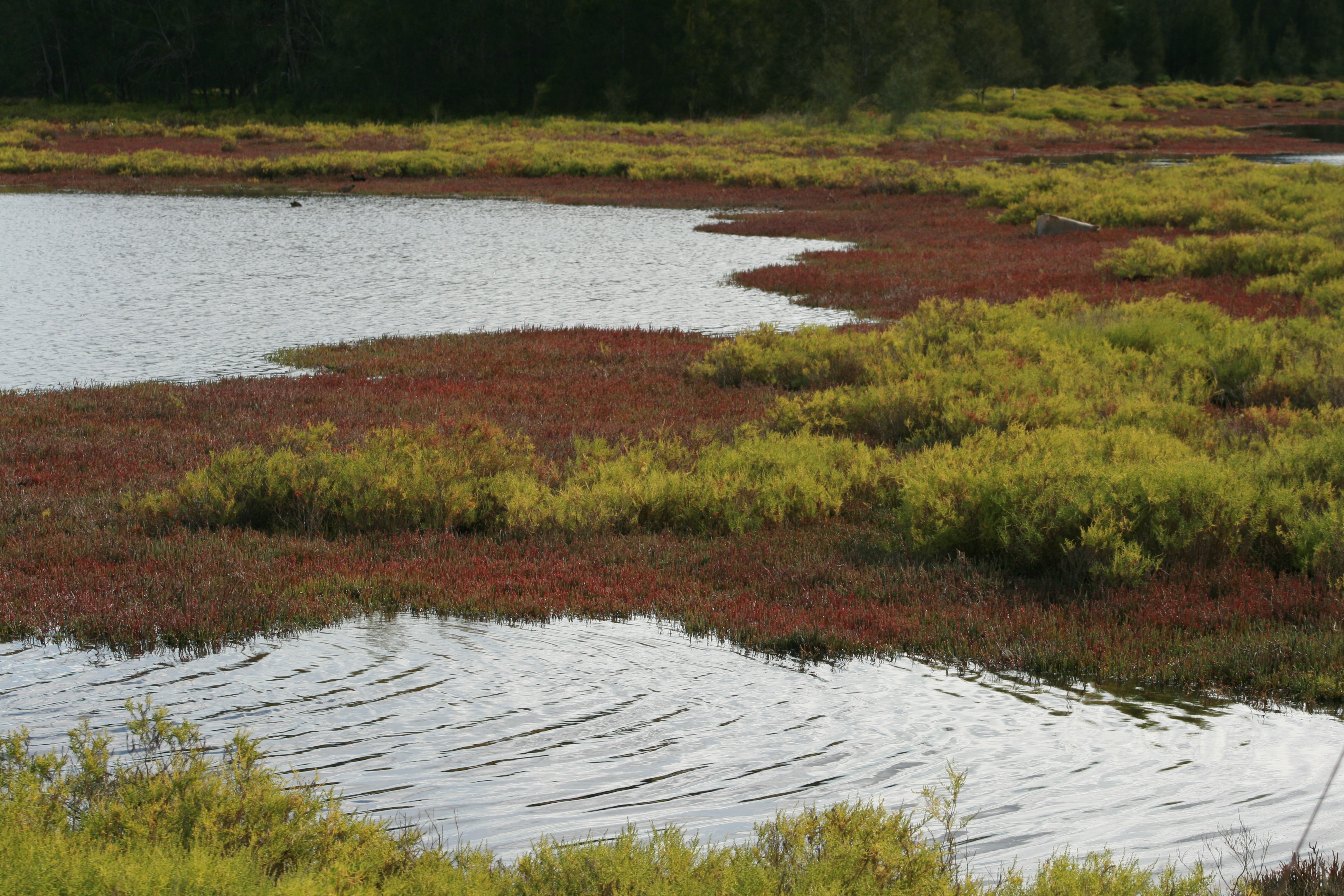